# 三星Galaxy Note Edge
三星Galaxy Note Edge，也稱三星Galaxy Note 4 Edge，是韩国三星电子制造的大屏幕旗舰级智能手机，於2014年9月3日在德国举行的柏林国际广播展上发布。与同期发布的Galaxy Note 4相比，Note Edge的最大卖点是右侧附有一块可独立运作的曲面屏幕，该屏幕运用三星最新的柔性AMOLED工艺，与主屏幕是无缝一体化。它的顯示器在設備右側彎曲顯示，可用作邊欄顯示應用程序快捷方式，通知和其他信息。

## 開發和發布
在2013年消費電子展上，三星展示了“Youm”概念 - 用於融合柔性顯示屏的智能手機原型。一個原型機的屏幕沿著手機的右邊緣彎曲，另一個原型機的屏幕在手機底部彎曲。三星解釋說，可以使用額外的“strip”來顯示附加信息，例如通知或新聞摘要。“Youm”概念將作為Galaxy Note Edge的一部分出現，Galaxy Note Edge 將於2014年9月4日與Galaxy Note 4一同推出。三星策略師Justin Denison解釋說，該公司喜歡在其產品中冒風險，繼續說“我們不是一家做一次性事業的公司,我們喜歡做大事，並承擔責任。

## 產品規格

### 硬件和設計
Galaxy Note Edge在設計上與Galaxy Note 4不同是按照Galaxy Note 3設計，配有金屬框架和塑料皮革後蓋。該器件具有Exynos 5 Octa 5433（韓國版）或Qualcomm Snapdragon 805（國際版），3 GB RAM以及32或64 GB可擴展存儲。與其他Galaxy Note系列設備一樣，它包含一個S Pen 手寫筆，可用於筆輸入，繪圖和手寫。與其他最近的三星旗艦設備類似，它還包括心率傳感器和指紋掃描儀。Galaxy Note Edge採用5.6英寸 “Quad HD +Super AMOLED”顯示屏，其中包含一個160像素寬的色譜柱，可在曲線上環繞設備的側面。該設備包括有一個1600萬像素的後置攝像頭，具有背照式傳感器，光學防抖和4K視頻錄製功能，以及一個3.7萬像素的前置攝像頭。在2017年，現在Edge仍舊可以在二手市場上獲得，並且是最後一款具有可更換電池的旗艦級手機之一。

### 軟件
Galaxy Note Edge附帶Android 4.4.4“KitKat”和三星的TouchWiz界面和軟件套件，與Note 4類似。屏幕的弧形邊緣用作各種用途的側邊欄：可用於顯示不同的面板，包括常用應用程序的快捷方式，通知，新聞，股票，體育，社交網絡，音樂和視頻播放器的播放控制，相機控制，數據使用和小遊戲的顯示。工具也可通過面板使用，包括標尺，秒錶，計時器，錄音筆和手電筒按鈕。一個軟件開發工具包可用於開發人員編碼面板; 其他面板可以通過Galaxy Apps獲得。熄屏顯示“時鐘”模式允許邊沿屏幕在預定時間段內在不使用時顯示Always on Display。由於AMOLED顯示器的性質（根本不打開像素而呈現黑色），此模式不會顯著消耗電池電量，但根據軟件限制，它一次不能超過12小時。

## 外部連結
官方網站（页面存档备份，存于）
| 前任： Samsung Galaxy Round | Samsung Galaxy Note Edge 2014年 | 繼任： Samsung Galaxy S6 Edge+ |